# Солдатенко, Вячеслав Игоревич
Вячеслав Игоревич Солдатенко (бел. Вячаслаў Ігаравіч Салдаценка, род. 23 июля 1994 года) — белорусский гандболист, выступающий за сборную Беларуси. Мастер спорта Республики Беларусь международного класса (2017).

## Карьера

### Клубная
Вячеслав Солдатенко начинал профессиональную карьеру в СКА Минск. В феврале 2017 года стало известно, что Вячеслав Солдатенко подписал контракт на полтора года с немецким клубом ГК Балинген-Вейльстеттен. В сезоне-2017/18 выступал за румынский «Одорхеи», после вернулся в СКА, а в сезоне-2018/19 снова играл в Румынии.
По завершении сезона-2021/22 покинул «Мешков Брест». На протяжении полугода находился без клуба. В ноябре 2022 года подписал контракт со швейцарским клубом «Амицития», был приглашен в связи с травмой поляка Пауля Бара. В дебютном матче помог своей новой команде обыграть «Кринс-Люцерн» (29:28): сделал 5 сэйвов, в том числе парировал один семиметровый. В общей сложности в составе клуба провел 10 матчей: 9 в чемпионате Швейцарии и один в национальном Кубке. Результаты «Амитиции» в этих матчах — 6 побед, ничья и 3 поражения. В январе 2023 года перешел в катарский «Аль-Ахли». В том же году вернулся в «Амитицию».
В июле 2025 года, незадолго до старта сезона-2025/26, оказался без клуба. «Амицития» лишилась главного спонсора, подав на банкротство. Вскоре подписал контракт с сербской командой «Войводина», откуда в экстренном порядке был уволен хорват Филип Ивич. Его обвинили в нарушении дисциплинарного кодекса — из-за посещения концерта скандального певца Марко Перковича Томпсона.

### Международная карьера
Выступает за сборную Белоруссии с 2013 года. Сыграл 29 матчей, забил один гол. Участник чемпионатов Европы 2016 и 2020 и чемпионата мира 2017.